# Wye
För andra betydelser, se Wye (olika betydelser).
Wye (walesiska: Afon Gwy) är den femte längsta floden i Storbritannien, 297 km. Den utgör delvis gräns mellan England och Wales. Floden har sina källor på berget Plynlimon (Pumlumon). Flodens avrinningsområde är 4 136 km². Wye passerar bland annat Hay-on-Wye och Hereford.

## Vyer över floden

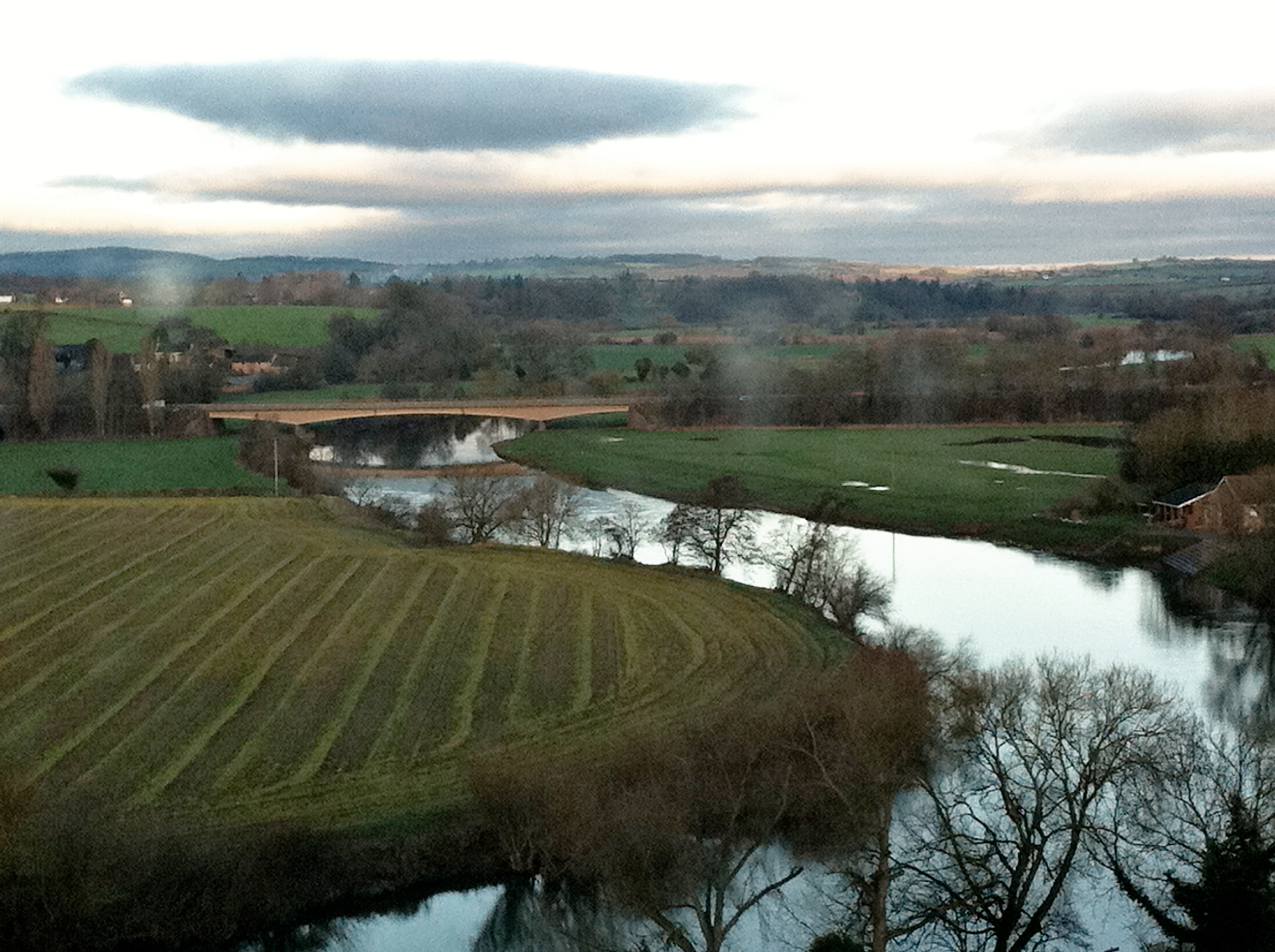
Ross-on-Wye, Herefordshire.
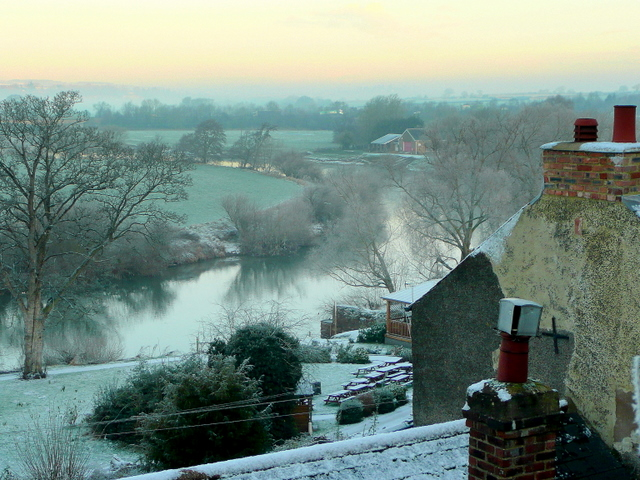
Ross-on-Wye.
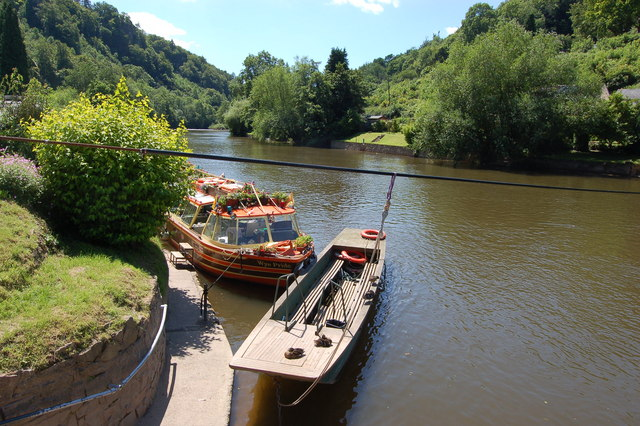
Vattentransport vid Symonds Yat.
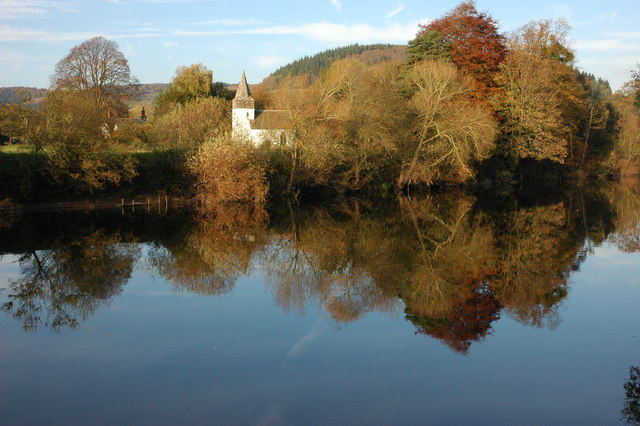
St Peter's Church, Dixton.
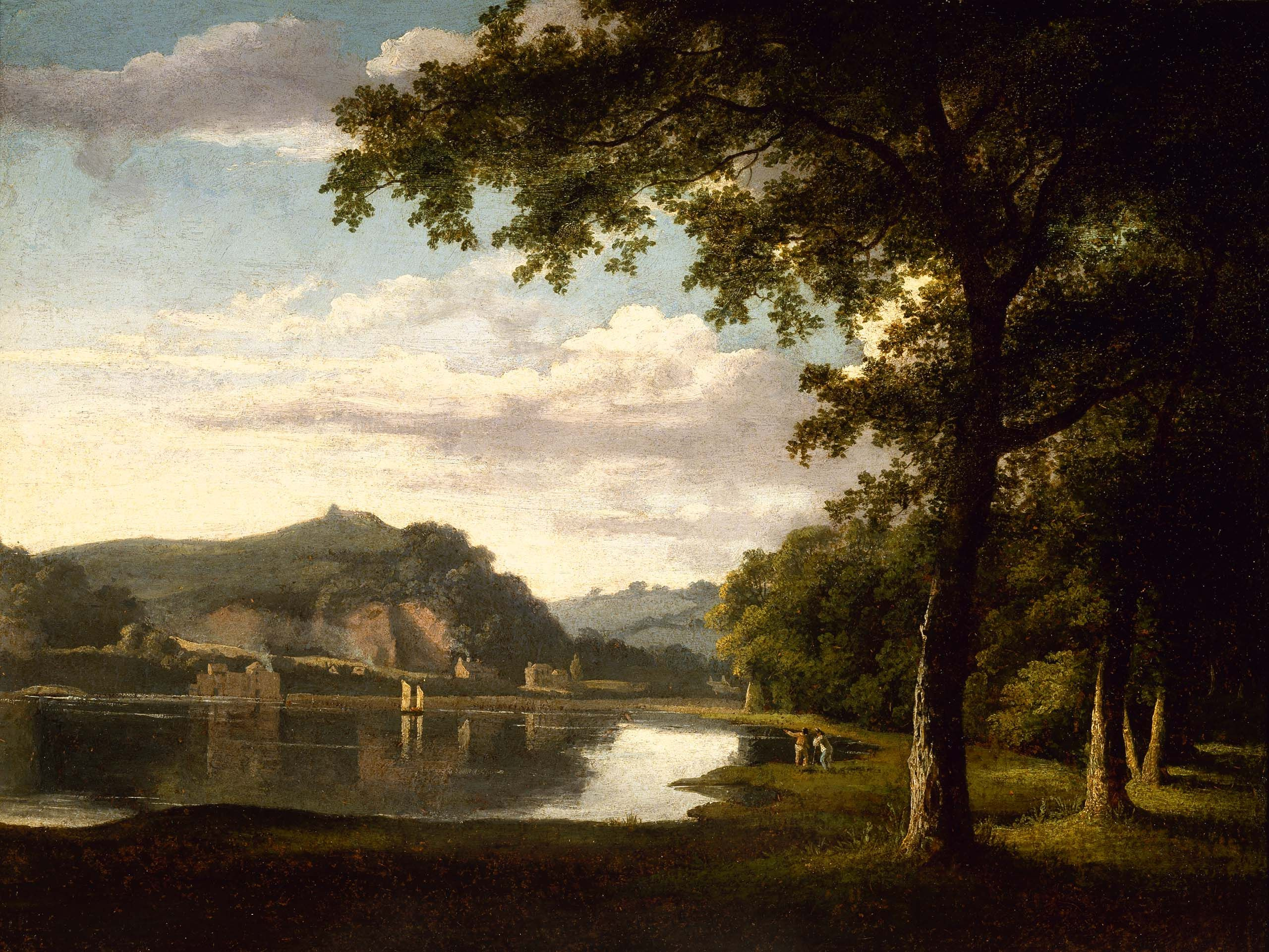
Landskap med utsikt över Wye av Thomas Jones.
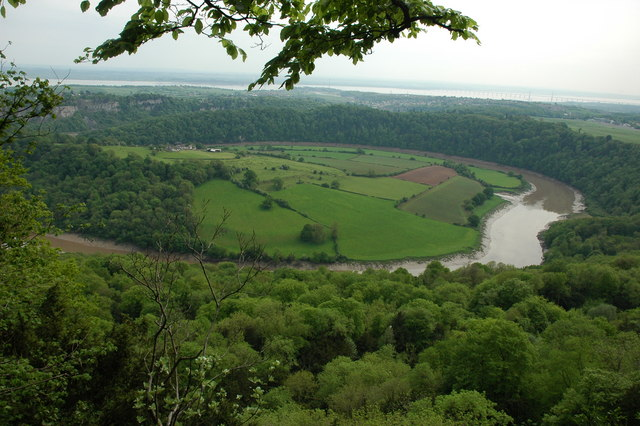
Eagle's Nest, Wyndcliff.
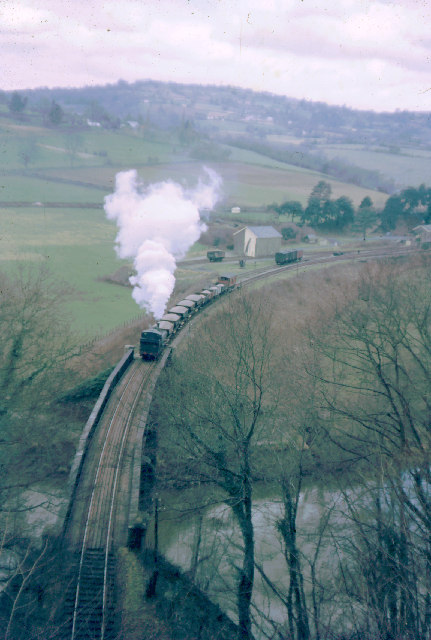
Ett ångdrivet stone train korsar floden efter att ha avgått från Tintern railway station 1963.

## Broar på floden

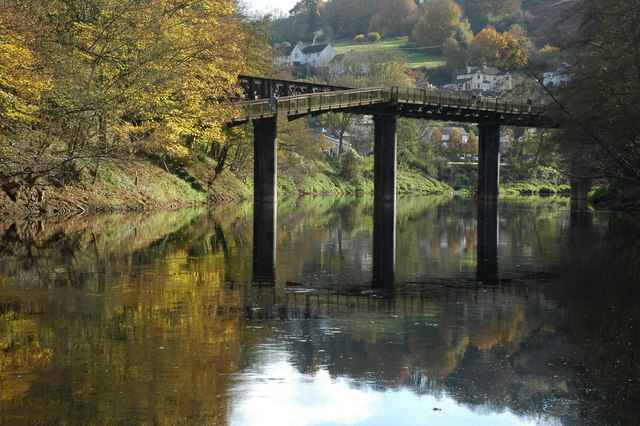
Den gamla järnvägsbron vid Redbrook.
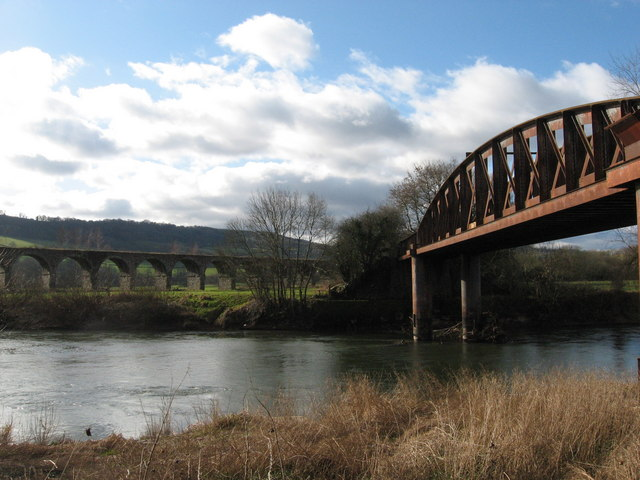
Monmouth Viaduct och Duke of Beaufort Bridge på Monmouth.
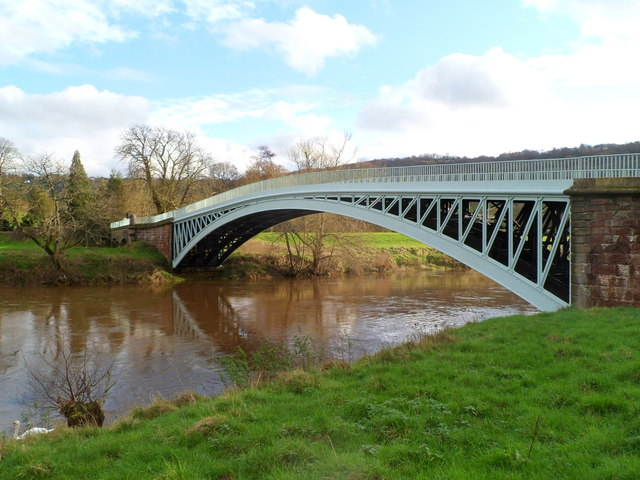
Bigsweir Bridge.

## Fortsatt läsning
- I. Cohen, 'The non-tidal Wye and its navigation' Trans. Woolhope Nat. Fld. Club 34 (1955), 83–101;
- V. Stockinger, The Rivers Wye and Lugg Navigation: a documentary history 1555–1951 (Logaston Press 1996);
- P. King, 'The river Teme and other Midlands River Navigations' Journal of Railway and Canal Historical Society 35(50 (July 2006), 350–1.
- Chisholm, Hugh, ed. (1911). "Wye". Encyclopædia Britannica (11th ed.). Cambridge University Press.